# Cementerio de Lichákiv
El cementerio de Lichákiv (en ucraniano: Личаківський цвинтар; en polaco: Cmentarz Łyczakowski we Lwowie), de nombre oficial Museo-Reserva Estatal de Historia y Cultura Cementerio de Lichákiv (en ucraniano: Державний історико-культурний музей-заповідник «Лича́ківський цви́нтар»), es un cementerio histórico de Leópolis, Ucrania. 

## Historia
Desde su creación en 1787 como cementerio de Łyczakowski, ha sido la principal necrópolis de la intelectualidad y las clases medias y altas de la ciudad entonces llamada Lemberg (entonces parte del Imperio austrohúngaro). Inicialmente, el cementerio estaba ubicado en varias colinas en el distrito de Lichákiv, siguiendo el edicto imperial austrohúngaro que ordenaba que todos los cementerios se trasladaran fuera de los límites de la ciudad. El proyecto original fue elaborado por Karol Bauer, director del jardín botánico de la Universidad de Leópolis.
A mediados de la década de 1850, Tytus Tchórzewski amplió significativamente el cementerio y creó la red actual de callejones y rotondas. Luego se convirtió en el principal cementerio de la ciudad y pronto se cerraron la mayoría de los demás cementerios. Los dos más grandes que quedaron fueron el cementerio de Yanivski (en polaco: cmentarz Janowski), con muchas tumbas de clase trabajadora y el adyacente cementerio judío nuevo. El cementerio de Lichákiv fue utilizado por todas los grupos cristianos de la ciudad: además de los católicos romanos, también incluía a católicos de rito oriental, protestantes y ortodoxos.

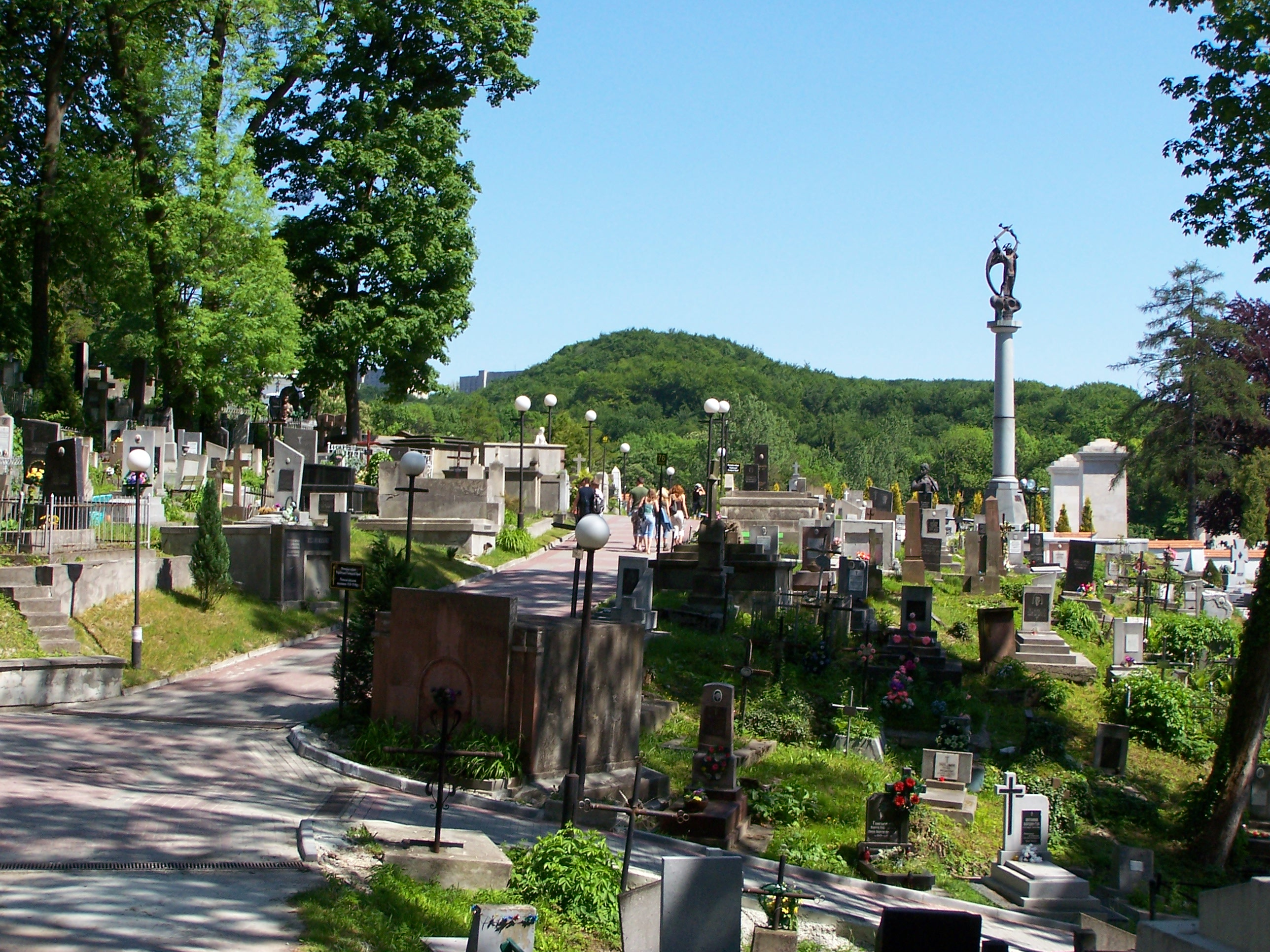
Vista del cementerio

Después de la Segunda Guerra Mundial, la ciudad (en ese momento llamada Lwów) fue anexada de la Segunda República Polaca por la Unión Soviética y pasó a formar parte de la República Socialista Soviética de Ucrania. La mayoría de los habitantes de la ciudad que sobrevivieron antes de la guerra fueron expulsados a las antiguas zonas alemanas adjudicadas a Polonia después de la conferencia de Yalta. Esto inició un período de devastación de los monumentos históricos ubicados en el cementerio. Hasta 1971 muchas de las esculturas fueron destruidas. Sin embargo, en 1975 el cementerio fue declarado monumento histórico y terminó la degradación. Desde finales de la década de 1980, el cementerio ha sido objeto de constantes reconstrucciones y renovaciones y sigue siendo una de las principales atracciones turísticas de Leópolis.
A finales de 2006, la administración de la ciudad anunció planes para trasladar las tumbas de Stepán Bandera, Yevhén Konovalets, Andri Melnik y otros líderes clave de la Organización de Nacionalistas Ucranianos (OUN)/ Ejército Insurgente Ucraniano (UPA) a una nueva área del cementerio dedicada al lucha de liberación nacional de Ucrania.

## Partes del cementerio

### Memorial del Ejército Nacional de Ucrania

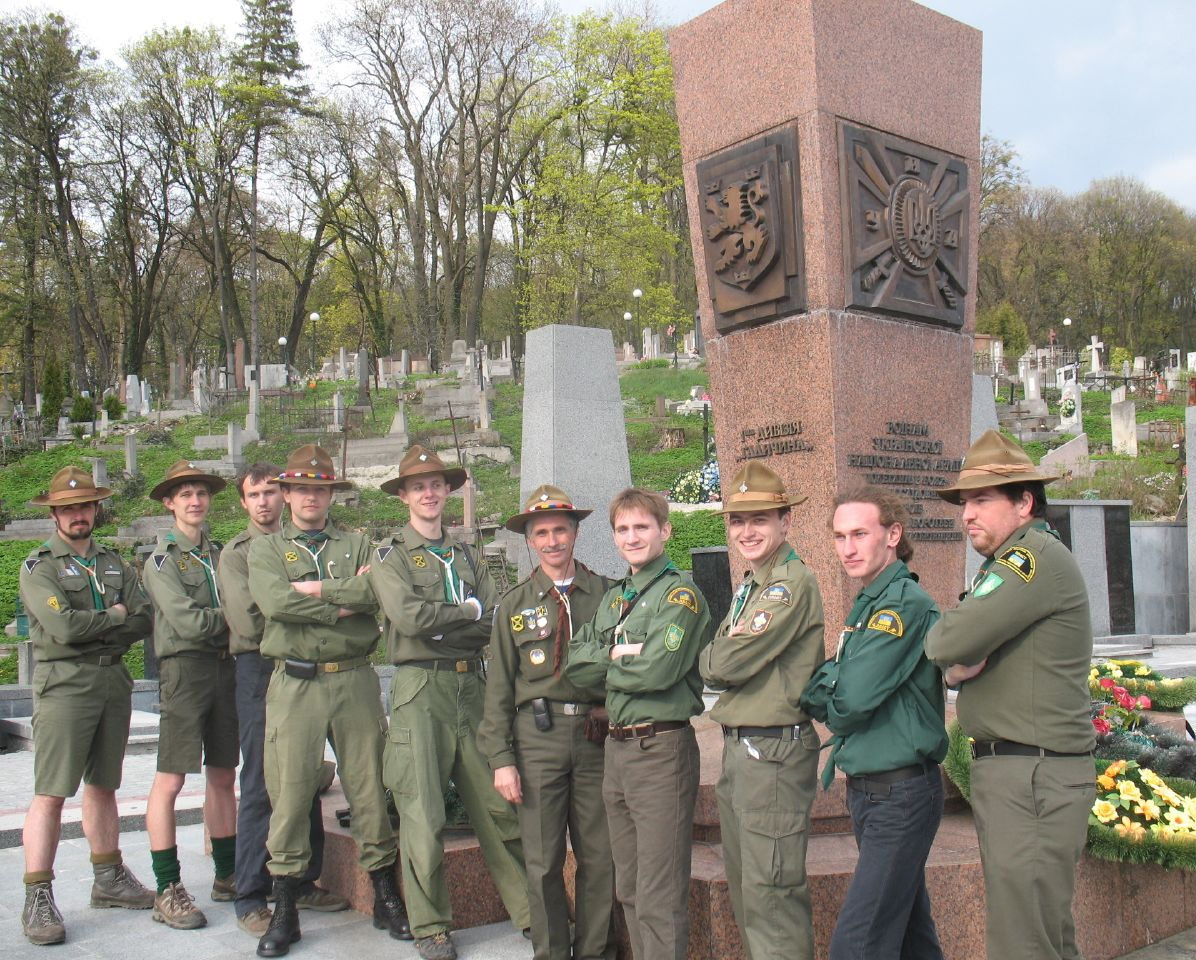
Miembros de la Organización Scout Nacional de Ucrania «Plast» cerca del monumento (2008).

El memorial del Ejército Nacional de Ucrania está dedicado a los soldados del Ejército Nacional de Ucraniaenterrados en el cementerio, incluidos los soldados de la División SS "Galitzia". Se estableció gracias a los esfuerzos de las organizaciones nacional-patrióticas ucranianas y del movimiento de veteranos emigrantes ucranianos. Fue creado con el esfuerzo especial de Yuri Ferentsevich, un veterano de la división, activista social del movimiento de veteranos emigrantes ucranianos y veterano de Plast (Organización Nacional de Scouts de Ucrania), que participó activamente en la creación de monumentos conmemorativos a la División SS de Galicia en la montaña de Zhzbir y cerca del pueblo de Chervoné.

### Campo de Marte
En el lado norte del cementerio se encuentra el Campo de Marte, un monumento a los caídos construido en 1974. Este monumento a los caídos contiene las tumbas de 3.800 soldados soviéticos que murieron en las batallas contra los ocupantes nazis durante la Segunda Guerra Mundial) y contra unidades del Ejército Insurgente Ucraniano (que actuó hasta mediados de la década de 1950). En la pared del monumento estaba escrito un verso:

En el centro del planeta
en las nubes de tormenta truenan
los muertos miran el cielo
creyendo en la sabiduría de los vivos

La escritura poética en honor a los soldados soviéticos fue eliminada por orden de las autoridades locales en la década de 1990.

### Cementerio de los Defensores de Lwów

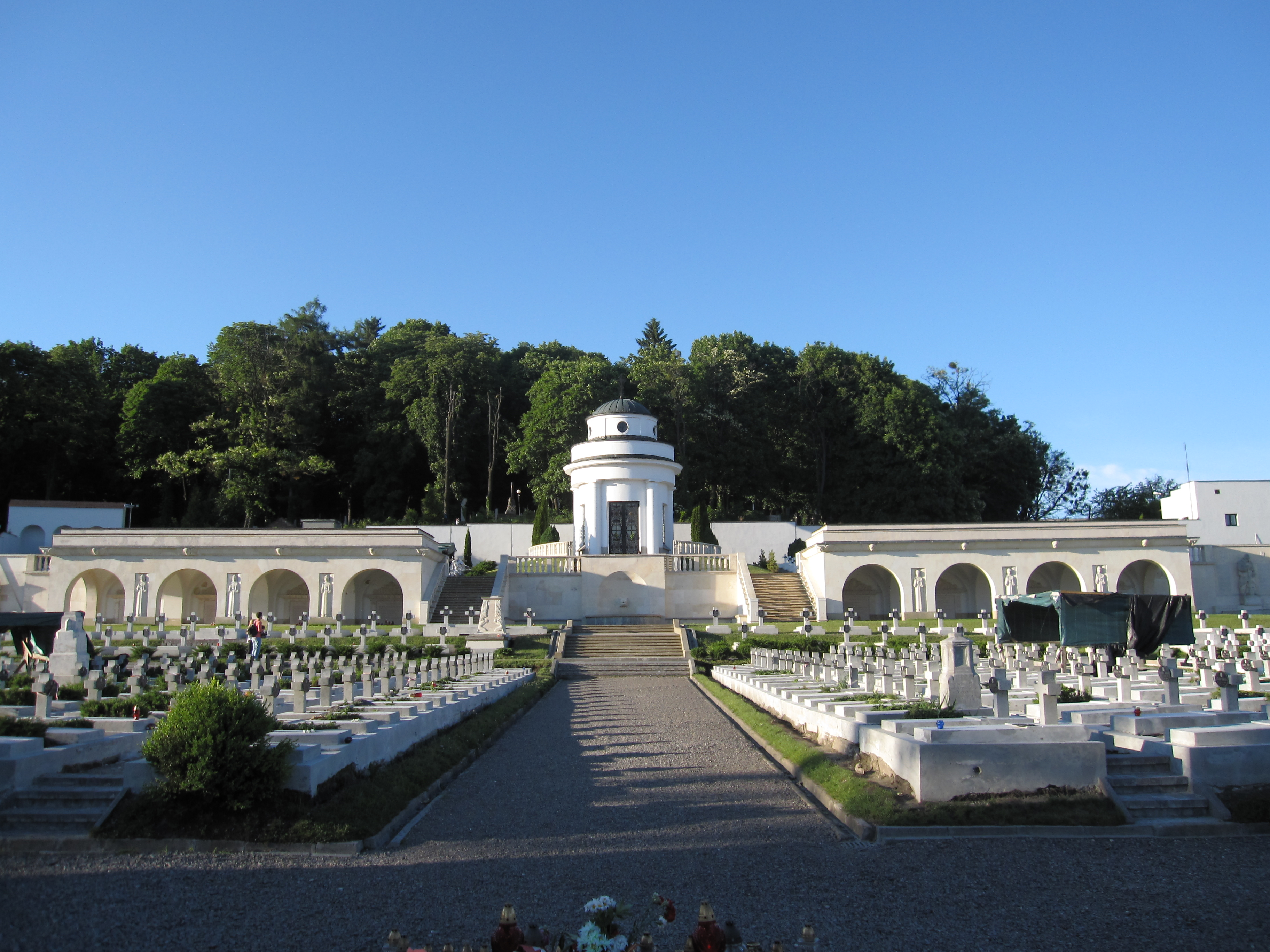
Cementerio de los Defensores de Lwów.

El Cementerio de los Defensores de Lwów (en polaco: Cmentarz Orląt Lwowskich) es un monumento y lugar de entierro para los polacos y sus aliados que murieron en Leópolis durante las hostilidades de la guerra polaco-ucraniana (1918-1919). y la guerra polaco-soviética (1919-1921).
El complejo tiene alrededor de 3000 tumbas en esa parte del cementerio; algunos de ellos eran los jóvenes voluntarios de la milicia Aguiluchos de Lwów, que dan nombre a esa parte del cementerio. Fue una de las necrópolis más famosas de la Segunda República Polaca. Leópolis era una ciudad en la Polonia de entreguerras y en ese momento se llamaba Lwów.
En 1925, las cenizas de uno de los defensores desconocidos de Lwów fueron trasladadas a la Tumba del Soldado Desconocido en Varsovia. Posteriormente se construyó el «mausoleo polaco» (Memorial de los Aguiluchos de Lwów).
Después de la Segunda Guerra Mundial, el cementerio de los Aguiluchos de Lwów fue completamente destruido y convertido en un depósito de camiones y, en un momento, el cementerio fue dañado por una excavadora.

Debido a la historia de las complejas relaciones polaco-ucranianas, el cementerio de los Aguiluchos de Lwów quedó abandonado porque las autoridades ucranianas no querían reconstruir este monumento de los jóvenes soldados polacos que defendían la ciudad en los años 1920. Aunque a finales de los años 1980, los trabajadores de una empresa polaca que trabajaba en Jmelnitski comenzaron a redecorar y reconstruir la necrópolis a partir de sus ruinas (lo que no siempre fue legal según la ley ucraniana). Aunque las autoridades ucranianas intentaron detener las obras varias veces, los polacos lograron renovar el monumento.

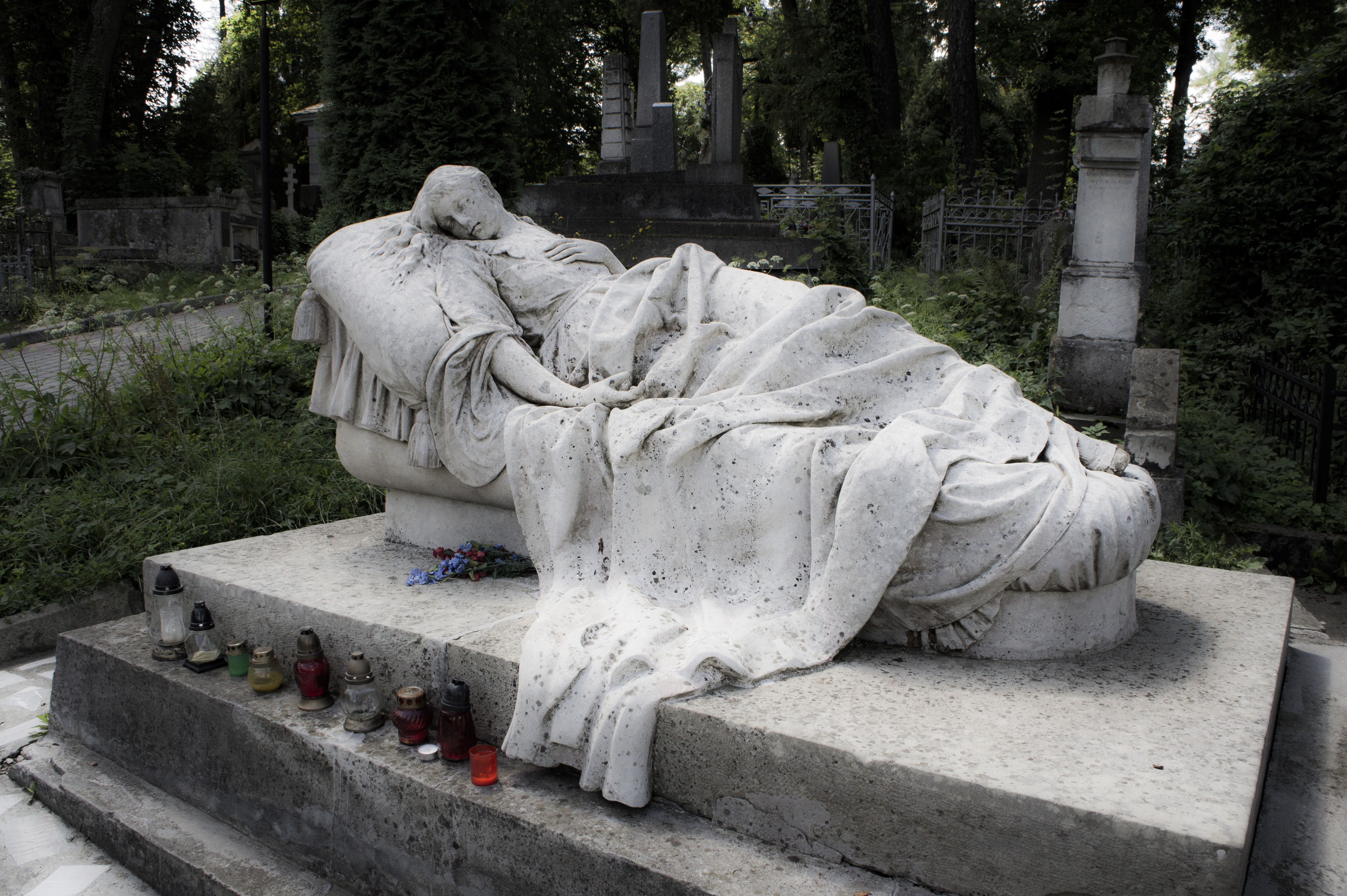
Tumba de Józefina Markowska, por Julian Markowski.

Desde 1999 también hay un monumento a los fusileros de Sich situado justo fuera del mausoleo polaco. Desde la caída del comunismo, el cementerio fue reconstruido y remodelado. Finalmente fue reabierto el 24 de junio de 2005.

### Colina de los rebeldes de enero de 1863
En la parte trasera del cementerio, en un campo separado, se indican las cruces de acero originales, ubicadas en la colina de los rebeldes de enero de 1863.  Aquí están enterrados los miembros del levantamiento polaco de enero de 1863, entre ellos un miembro del Comité Nacional Central Polaco Bronisław Szwarce, el zoólogo Benedykt Dybowski, y el monumento central del complejo, de  Shimon Vizunas Shidlovsky.

### Otras secciones
También hay numerosas partes del cementerio en las que están enterrados los veteranos de la mayoría de las guerras de los siglos XIX y XX, incluidos los cuartos de los veteranos de:
- Memorial del Levantamiento de noviembre (1830-1831).
- Memorial de la Primera Guerra Mundial.
- Memorial de la Invasión de Polonia (1939).
- Memorial de la Víctimas del NKVD (1941).
- Memorial de la Segunda Guerra Mundial.

## Galería

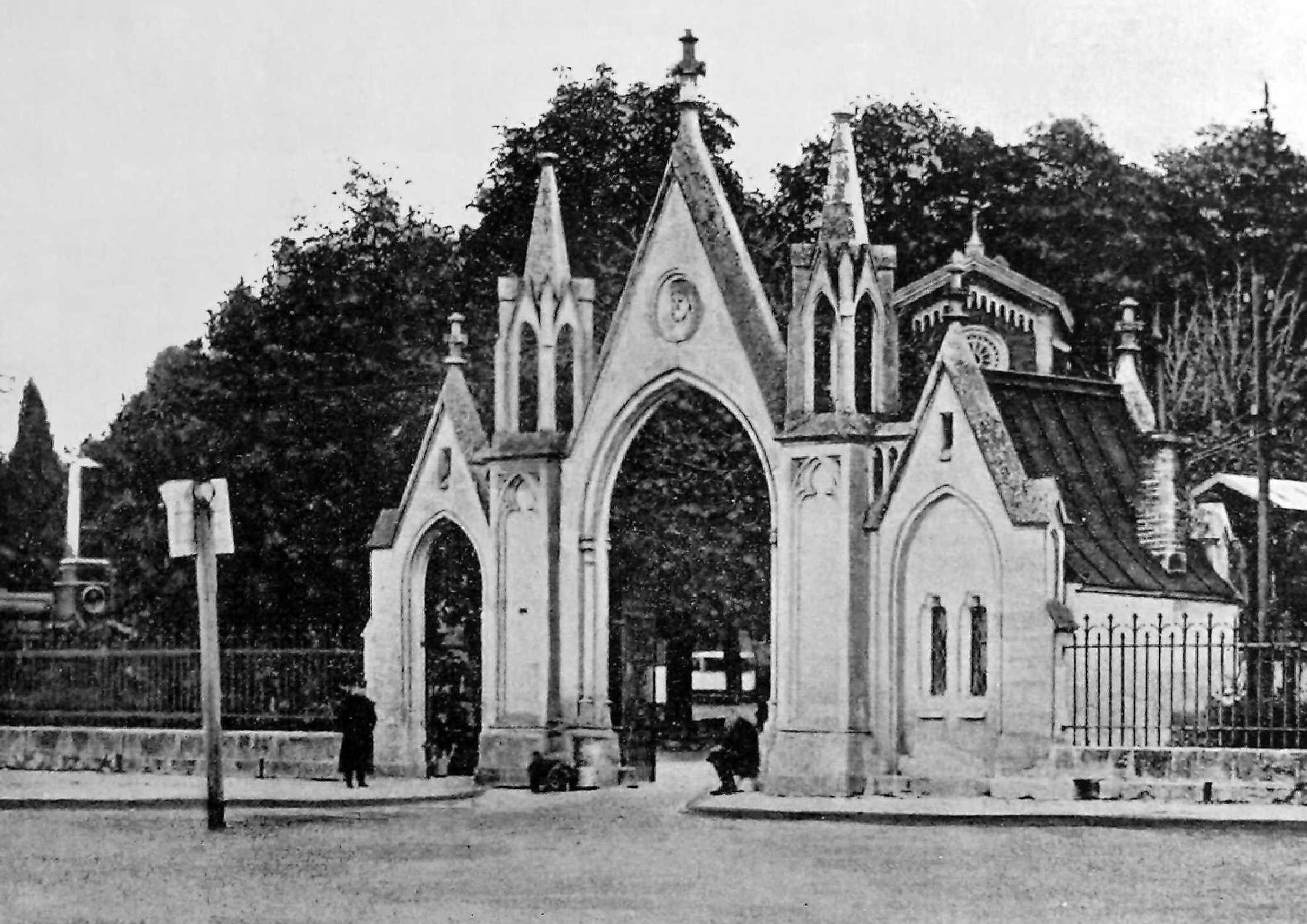
Entrada principal sobre el año 1900
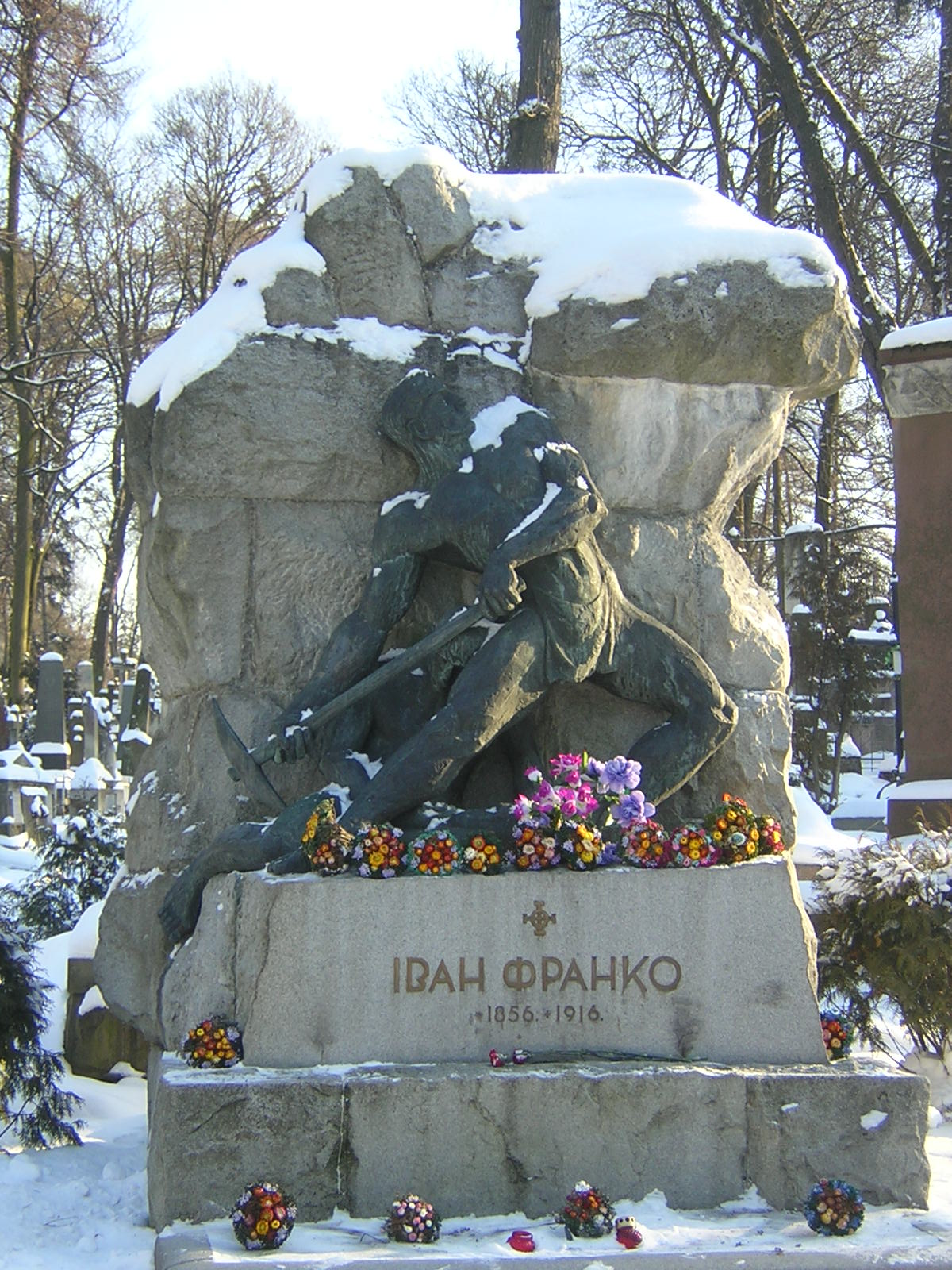
Tumba del poeta Iván Frankó
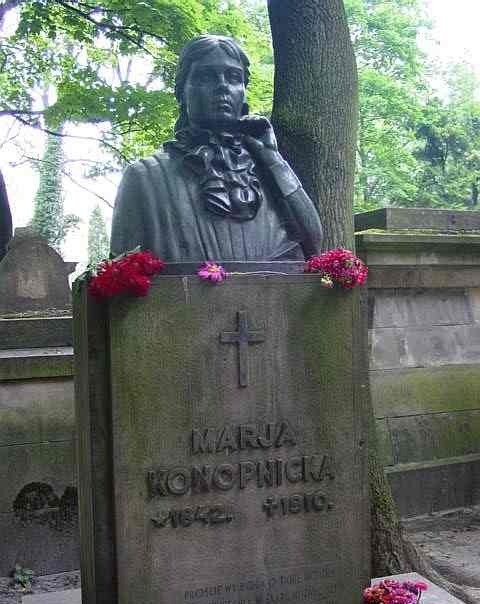
Tumba de Maria Konopnicka
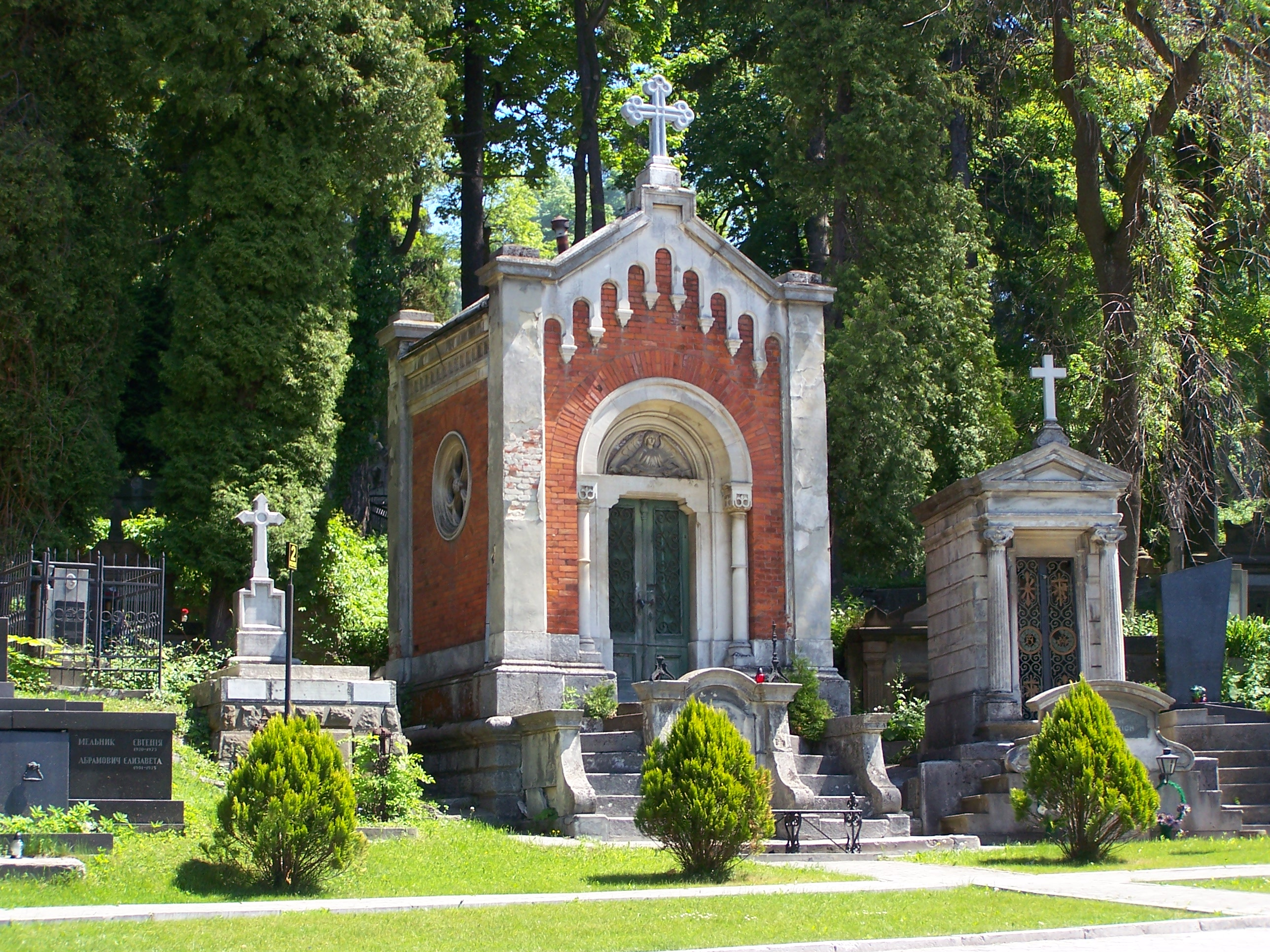
Mausoleo de la familia Kiselka, de Filip Pokutyński
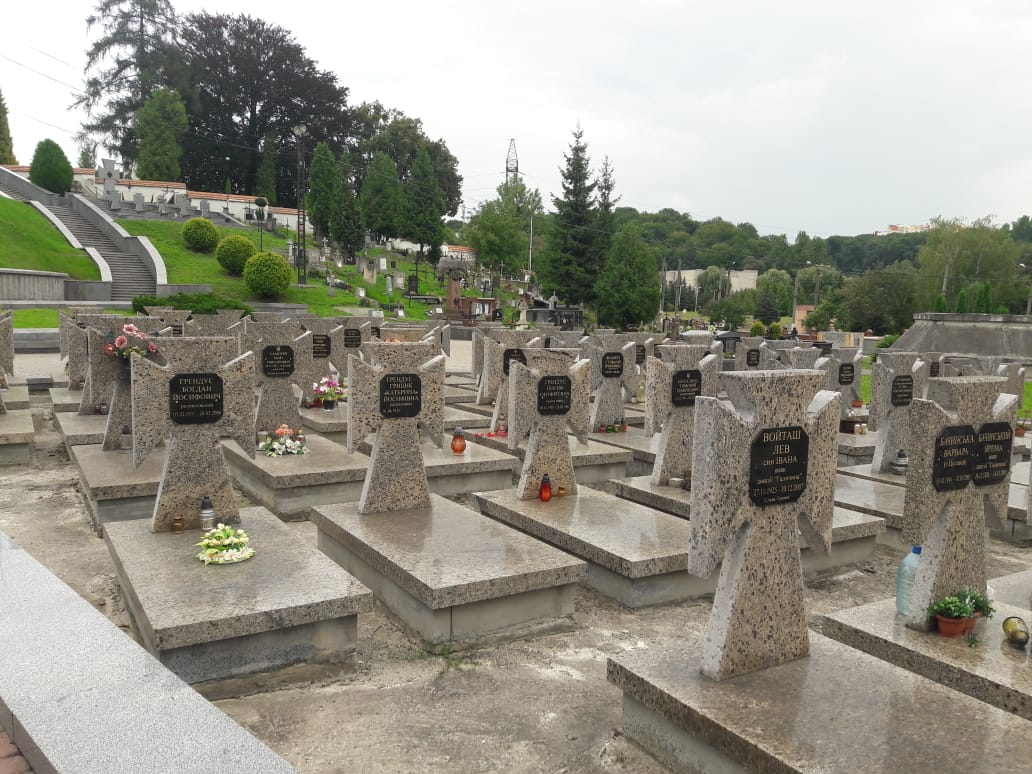
Tumbas militares